# 괴산 연풍향교
괴산 연풍향교(槐山 延豊鄕校)는 대한민국 충청북도 괴산군 연풍면에 있는 향교이다. 1981년 12월 26일 충청북도의 유형문화재 제103호로 지정되었다.

## 개요
향교는 훌륭한 유학자를 제사하고 지방민의 유학교육과 교화를 위하여 나라에서 지은 교육기관이다.
중종 10년(1515)에 지어진 연풍향교는 여러 차례 고쳤으며, 한국전쟁 때 명륜당과 동무·서무가 불에 타 없어졌다. 1978년에 대성전을 고쳤고, 그 다음해 명륜당을 다시 지었다. 현재 남아있는 건물은 명륜당과 대성전이 있고 그 외에 고직사가 있다.
명륜당은 학생들이 공부하던 곳이고, 대성전은 공자를 비롯하여 여러 성현들의 위패를 모시고 제사지내던 건물이다. 대성전과 명륜당 사이에는 내삼문을 두어 배움의 공간과 제사공간을 구분하고 있어, 향교의 일반적 배치 형태인 전학후묘의 형식을 따르고 있다.
조선시대에는 국가로부터 토지와 노비·책 등을 지급 받아서 학생들을 가르쳤으나 갑오개혁(1894) 이후에는 교육적 기능은 없어지고 봄·가을 2차례에 걸쳐 제사만 지내고 있다. 또한 이곳에서 보관하고 있는 책은 이 지방 향토사연구에 귀중한 자료이다.

## 명칭 변경
당초 "연풍향교"로 문화재 명칭이 지정되었으나, 2013년 1월 18일 현 행정구역명을 추가하여 현재의 문화재 명칭으로 변경되었다.

## 참고 자료
- 괴산 연풍향교 - 국가유산청 국가유산포털